# Spermophorides valentiana
Spermophorides valentiana là một loài nhện trong họ Pholcidae. Loài này được phát hiện ở Tây Ban Nha.